# Jacques Assanvo Ahiwa
Jacques Assanvo Ahiwa (* 6. Januar 1969 in Kuindjabo, Elfenbeinküste) ist ein ivorischer römisch-katholischer Geistlicher und Erzbischof von Bouaké.

## Leben
Jacques Assanvo Ahiwa besuchte zunächst das Knabenseminar und studierte anschließend am Priesterseminar des Erzbistums Abidjan in Anyama. Am 13. Dezember 1997 empfing er durch Bischof Paul Dacoury-Tabley das Sakrament der Priesterweihe für das Bistum Grand-Bassam.
Nach der Priesterweihe war er zunächst in der Pfarrseelsorge tätig und anschließend von 1998 bis 2002 Generalsekretär des Bistums Grand-Bassam sowie Diözesandirektor der päpstlichen Missionswerke. Von 2002 bis 2004 studierte er Biblische Theologie an der Université Catholique de l’Afrique de l’Ouest und erwarb den Mastergrad. Nach weiteren Studien an der Universität Straßburg wurde er 2011 zum Dr. theol. promoviert. Von 2011 bis 2018 war er Generalvikar des Bistums Grand-Bassam. Seit 2018 war er Maître de conférences an der Universität Straßburg.
Papst Franziskus ernannte ihn am 5. Mai 2020 zum Titularbischof von Elephantaris in Mauretania und zum Weihbischof in Bouaké. Der Apostolische Nuntius in der Elfenbeinküste, Erzbischof Paolo Borgia, spendete ihm am 3. Oktober desselben Jahres in der Kathedrale von Bouaké die Bischofsweihe. Mitkonsekratoren waren der emeritierte Bischof von Grand-Bassam, Paul Dacoury-Tabley, und dessen Nachfolger Raymond Ahoua FDP.
Nach dem Tod von Erzbischof Paul-Siméon Ahouanan Djro OFM wurde er am 16. Februar 2024 zum Apostolischen Administrator von Bouaké bestellt. Papst Franziskus ernannte ihn am 25. Juli 2024 zum Erzbischof von Bouaké. Die Amtseinführung fand am 14. September desselben Jahres statt.